# Bartolomé de Las Casas
Bartolomé de Las Casas, född 1474 eller 1484 i Sevilla, död 17 juli 1566 i Madrid, var en spansk präst, den förste biskopen av Chiapas. I egenskap av bosättare i Nya världen, blev han vittne till den brutala tortyren och folkmorden på indianerna som de spanska kolonialisterna begick. Hans böcker därom har på många sätt blivit mycket inflytelserika.

## Biografi
Las Casas föddes i Sevilla, fastän årtalet är något osäkert. Ibland sägs det att hans familj var judiska konvertiter. 1502 emigrerade han med sin far till den karibianska ön Hispaniola, och prästvigdes åtta år senare. Han åkte 1512 till Arowak-folket på Kuba som missionär. Senare for han till Venezuela, och försökte förbättra villkoren för indianerna, men motarbetades av sina grannar vilka uppviglade indianerna till ett upplopp mot honom. Året därpå, 1522, gick han med i dominikanorden. Senare återvände han till Spanien, och han avled 1566 i Madrid.

## Författarskap
Det är framför allt som förkämpe för indianernas rättigheter som Las Casas blivit berömd, samt för sina beskrivningar av, särskilt den karibianska kulturen, men även andra indianers. Hans beskrivning av deras caciques (hövdingar eller prinsar), bohiques (shamaner eller präster), ni-taínos (adelsmän), och naborias (vanligt folk), visar tydligt att de hade en feodal samhällsstruktur. Hans bok Brevísima relación de la destrucción de las Indias (En kort redogörelse för förstörelsen av Sydamerika), som utkom 1552, gav en levande skildring av conquistadorernas grymheter i Amerika, främst Karibien, Centralamerika, och vad som nu är Mexiko, dels egna ögonvittnesskildringar och dels återgivningar av andras upplevelser. I ett av hans sista verk, De thesauris in Peru, försvarar han häftigt peruanernas rättigheter att slippa slaveri, som de spanska conquistadorerna tvingade dem till. Han ifrågasätter även i detta verk huruvida spanjorerna hade rätt att ta skatter från incaindianernas ledare, Atahualpa, eller från indianernas gravar.
Boken var dedicerad till Filip II av Spanien. Las Casas skriver till denne att han erfarit detta övervåld så snart han anlänt till Nya Världen, men att han befarade att Guds straff skulle drabba Spanien om inte detta upphörde. Enligt Las Casas mening var det spanjorernas skyldighet att omvända indianerna till kristendomen, varmed de skulle bli lojala till Spanien, och att de inte borde döda dem. Så att inte indianerna skulle behöva vara slavar, föreslog Las Casas att afrikaner skulle sändas dit i detta syfte, men när han senare i livet såg afrikanska slavar ändrade han uppfattning i denna fråga. Mycket tack vare Las Casas antogs Leyes Nuevas, de Nya lagarna 1542  av Blasco Núñez Vela i Peru för att skydda indianerna i kolonierna.
Las Casas skrev även den monumentala Historia de las Indias,  och var redaktör vid Christopher Columbus publicerade journal. 1550 möttes han och kolonialisatörernas företrädare Juan Ginés de Sepúlveda i en historisk debatt i Valladolid, där han förlorade, varmed encomienda-systemet, som byggde på slaveri, tilläts. Debatten ledde emellertid till att hans namn blev känt, och därför översattes hans skrifter och spreds över Europa. Hans böcker är huvudkällor för La leyenda negra, historien om de spanska kolonisatörernas övergrepp. De influerade även Michel de Montaigne i hans syn på Nya världen.

## Eftermäle
Asteroiden 13052 Las Casas är uppkallad efter honom.